# Grand Prix Německa 1996
Grand Prix Německa 1996 (LVIII. Großer Mobil 1 Preis von Deutschland), 11. závod 47. ročníku mistrovství světa jezdců Formule 1 a 38. ročníku poháru konstruktérů, historicky již 592. grand prix, se již tradičně odehrála na okruhu Hockenheimring.

## Výsledky

### Kvalifikace
| Pořadí | Číslo | Jezdec                | Konstruktér          | Čas      | Odstup |
| ------ | ----- | --------------------- | -------------------- | -------- | ------ |
| 1      | 5     | Damon Hill            | Williams - Renault   | 1:43.912 |        |
| 2      | 4     | Gerhard Berger        | Benetton - Renault   | 1:44.299 | +0.387 |
| 3      | 1     | Michael Schumacher    | Ferrari              | 1:44.477 | +0.565 |
| 4      | 7     | Mika Häkkinen         | McLaren - Mercedes   | 1:44.644 | +0.732 |
| 5      | 3     | Jean Alesi            | Benetton - Renault   | 1:44.670 | +0.758 |
| 6      | 6     | Jacques Villeneuve    | Williams - Renault   | 1:44.842 | +0.930 |
| 7      | 8     | David Coulthard       | McLaren - Mercedes   | 1:44.951 | +1.039 |
| 8      | 2     | Eddie Irvine          | Ferrari              | 1:45.389 | +1.477 |
| 9      | 11    | Rubens Barrichello    | Jordan - Peugeot     | 1:45.452 | +1.540 |
| 10     | 12    | Martin Brundle        | Jordan - Peugeot     | 1:45.876 | +1.964 |
| 11     | 10    | Pedro Diniz           | Ligier - Mugen-Honda | 1:46.575 | +2.663 |
| 12     | 9     | Olivier Panis         | Ligier - Mugen-Honda | 1:46.746 | +2.834 |
| 13     | 15    | Heinz-Harald Frentzen | Sauber - Ford        | 1:46.899 | +2.987 |
| 14     | 14    | Johnny Herbert        | Sauber - Ford        | 1:47.711 | +3.799 |
| 15     | 19    | Mika Salo             | Tyrrell - Yamaha     | 1:48.139 | +4.227 |
| 16     | 18    | Ukjó Katajama         | Tyrrell - Yamaha     | 1:48.381 | +4.469 |
| 17     | 17    | Jos Verstappen        | Footwork - Hart      | 1:48.512 | +4.600 |
| 18     | 20    | Pedro Lamy            | Minardi - Ford       | 1:49.461 | +5.549 |
| 19     | 16    | Ricardo Rosset        | Footwork - Hart      | 1:49.551 | +5.639 |
| NQ     | 21    | Giovanni Lavaggi      | Minardi - Ford       | 1:51.357 | +7.445 |

### Závod
| Pořadí | Číslo | Jezdec                | Konstruktér        | Kola | Čas/odstoupení | Start | Body |
| ------ | ----- | --------------------- | ------------------ | ---- | -------------- | ----- | ---- |
| 1      | 5     | Damon Hill            | Williams-Renault   | 45   | 1:21:43.417    | 1     | 10   |
| 2      | 3     | Jean Alesi            | Benetton-Renault   | 45   | + 11.452       | 5     | 6    |
| 3      | 6     | Jacques Villeneuve    | Williams-Renault   | 45   | + 33.926       | 6     | 4    |
| 4      | 1     | Michael Schumacher    | Ferrari            | 45   | + 41.517       | 3     | 3    |
| 5      | 8     | David Coulthard       | McLaren-Mercedes   | 45   | + 42.196       | 7     | 2    |
| 6      | 11    | Rubens Barrichello    | Jordan-Peugeot     | 45   | + 102.099      | 9     | 1    |
| 7      | 9     | Olivier Panis         | Ligier-Mugen-Honda | 45   | + 103.912      | 12    |      |
| 8      | 15    | Heinz-Harald Frentzen | Sauber-Ford        | 44   | + 1 kolo       | 13    |      |
| 9      | 19    | Mika Salo             | Tyrrell-Yamaha     | 44   | + 1 kolo       | 15    |      |
| 10     | 12    | Martin Brundle        | Jordan-Peugeot     | 44   | + 1 kolo       | 10    |      |
| 11     | 16    | Ricardo Rosset        | Footwork-Hart      | 44   | + 1 kolo       | 19    |      |
| 12     | 20    | Pedro Lamy            | Minardi-Ford       | 43   | + 2 kola       | 18    |      |
| 13     | 4     | Gerhard Berger        | Benetton-Renault   | 42   | Motor          | 2     |      |
| Ret    | 2     | Eddie Irvine          | Ferrari            | 34   | Motor          | 8     |      |
| Ret    | 14    | Johnny Herbert        | Sauber-Ford        | 25   | Vibrace        | 14    |      |
| Ret    | 10    | Pedro Diniz           | Ligier-Mugen-Honda | 19   | Motor          | 11    |      |
| Ret    | 18    | Ukjó Katajama         | Tyrrell-Yamaha     | 19   | Vyjetí z trati | 16    |      |
| Ret    | 7     | Mika Häkkinen         | McLaren-Mercedes   | 13   | Převodovka     | 4     |      |
| Ret    | 17    | Jos Verstappen        | Footwork-Hart      | 0    | Kolize         | 17    |      |
| DNQ    | 21    | Giovanni Lavaggi      | Minardi-Ford       |      | DNQ            |       |      |

## Průběžné pořadí šampionátu
Pohár jezdců
| Pořadí | Jezdec             | Body |
| ------ | ------------------ | ---- |
| 1      | Damon Hill         | 73   |
| 2      | Jacques Villeneuve | 52   |
| 3      | Jean Alesi         | 31   |
| 4      | Michael Schumacher | 29   |
| 5      | David Coulthard    | 18   |

Pohár konstruktérů
| Pořadí | Konstruktér      | Body |
| ------ | ---------------- | ---- |
| 1      | Williams-Renault | 125  |
| 2      | Benetton-Renault | 47   |
| 3      | Ferrari          | 38   |
| 4      | McLaren-Mercedes | 34   |
| 5      | Jordan-Peugeot   | 14   |